# Overalls
En overall, også kaldet overalls eller smækbukser, er en form for bukser med en smæk fortil, der holdes fast af seler, som går over ryggen og skuldrene. Den kan både bruges som hverdagstøj og arbejdstøj.

## Historie
De oprindelige overalls - kaldet "slops" - blev udbredt blandt fattige landarbejdere i de amerikanske sydstater, og blev betragtet som tarvelig beklædning, noget der blev understreget af at de som regel var syet af dårlige materialer og med en dårlig pasform. I slutningen af 1800-tallet blev de kendte denim-overalls (i Danmark ofte kaldet cowboy-overalls) en del af arbejdsdragten for både jernbanearbejdere, farmere, og håndværkere i USA. 
I lighed med cowboybukserne blev også overalls en del af modebilledet fra 1960'erne og fremad. Siden da har de været at finde i modeforretningerne cirka en gang hvert tiende år: I slutningen af 1970'erne med smalle lår og svaj, i slutningen af 1980'erne i snow-wash, acid-wash, og de andre kendte vaske fra den tid, i slutningen af 1990'erne i overstørrelse og med store lommer der passede til skater-moden, og endelig cirka 10 år inde i det nye årtusind med en stil der er tæt på de oprindelige amerikanske overalls.

## Hvordan bæres de
Den mest almindelige måde at gå med overalls er at knappe begge seler således at smækken holdes oppe i begge sider. Nogen foretrækker at selerne er strammet til sådan at overallen sidder næsten som jeans, andre foretrækker at selerne er løsere sådan at der bliver lidt mere plads omkring hofterne. I 1990'erne var der en del overalls-bærere som lod den ene sele være uknappet og lod den hænge løst omme på ryggen. Endelig var der enkelte som slet ikke knappede selerne, og lod både smæk og seler hænge nedad. Begge disse alternative muligheder må dog betragtes som modeluner, der resulterer i at overallens praktiske snit ikke kommer til sin ret.
Som et kuriosum kan det nævnes at det på visse amerikanske privatskoler - hvor dress-coden jo ofte er streng - er tilladt at gå i overalls, såfremt begge seler er knappet, og overallen har den rigtige størrelse. Det bliver nemlig betragtet som banderelateret påklædning at gå i alt for store overalls, og undlade at knappe begge seler!

## Sprogforvirring
I Danmark kalder man ofte overallen for smækbukser. I Storbritannien kaldes de for dungarees mens at overalls er det vi kender som en kedeldragt. I USA kaldes de for overalls, men i online tøjforretninger kan man ofte se dem omtalt som bib-and-brace overalls - måske fordi det amerikanske ord for kedeldragt - coveralls - ligger tæt på overalls. 